# Przepiórniki
Przepiórniki (Turnicidae) – rodzina ptaków z rzędu siewkowych (Charadriiformes). 

## Zasięg występowania
Rodzina obejmuje gatunki lądowe, zamieszkujące Europę (tylko Półwysep Iberyjski), Afrykę, Azję oraz Australię wraz z wyspami południowo-zachodniego Pacyfiku.
Pięć gatunków – przepiórnik rdzawopierśny, przepiórnik karłowaty, przepiórnik czarnopierśny, przepiórnik rdzawogrzbiety i przepiórnik płowy – jest endemitami Australii.

## Charakterystyka
Przepiórniki zamieszkują głównie obszary trawiaste. Ich charakterystyczną cechą jest brak kciuka. Są dobrymi biegaczami, niechętnie latają. Upierzenie szare, płowe, niekiedy brunatne. Samice są jaśniej upierzone i to one inicjują gody. Samce wysiadują jaja i opiekują się potomstwem.

## Systematyka
Przepiórniki w starszych klasyfikacjach były umieszczane również w rodzinie kurowatych (Phasianidae) w rzędzie grzebiących (Galliformes) lub jako rodzina w rzędzie żurawiowych (Gruiformes). W klasyfikacji Sibleya-Ahlquista z 1990, bazującej na badaniach hybrydyzacji DNA-DNA przepiórniki zostały podniesione do rangi osobnego rzędu – Turniciformes.
Nowe badania z zakresu morfologii oraz sekwencji DNA wskazują, że przepiórniki należą do rzędu siewkowych (Charadriiformes).
Do rodziny należą dwa rodzaje:
- Turnix Bonnaterre, 1791
- Ortyxelos Vieillot, 1825 – jedynym współcześnie występującym gatunkiem jest Ortyxelos meiffrenii (Vieillot, 1819) – przepiórnik białoskrzydły